# Arzama densa
Arzama densa är en fjärilsart som beskrevs av Walker 1865. Arzama densa ingår i släktet Arzama och familjen nattflyn. Inga underarter finns listade i Catalogue of Life.